# Wesley I. Sundquist

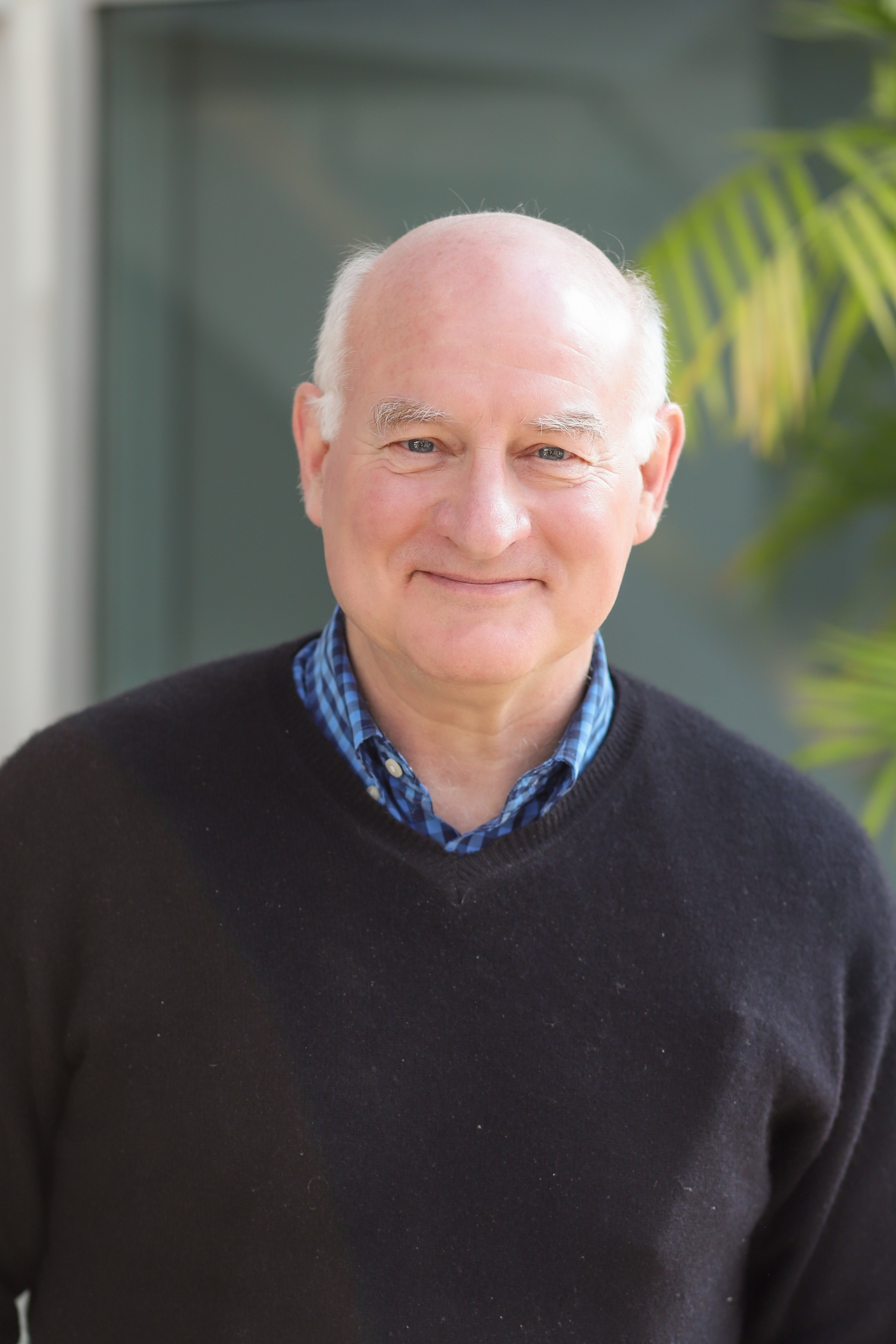
Wesley I. Sundquist (2024)

Wesley Ian „Wes“ Sundquist (* 1959 in St. Paul, Minnesota) ist ein US-amerikanischer Biochemiker an der University of Utah. Er ist vor allem für seine Arbeiten zur Molekularbiologie und Strukturbiologie der Retroviren bekannt, insbesondere HIV.

## Leben und Wirken
Sundquist wuchs in St. Paul und Washington, D.C. auf. Er erwarb am Carleton College in Northfield, Minnesota, einen Bachelor und bei Stephen Lippard am Massachusetts Institute of Technology einen Ph.D., beide in Chemie. Als Postdoktorand arbeitete er zwischen 1988 und 1992 bei Aaron Klug am Medical Research Council in Cambridge, England.
Seit 1992 gehört Sundquist zum Lehrkörper der University of Utah. Hier ist er (Stand 2024) Benning Professor und Co-Chair für Biochemie.
Sundquist und Mitarbeiter befassen sich mit Struktur und Funktion des Kapsids der HI-Viren und mit der Knospung (budding) der Viren aus der Wirtszelle. Sundquist konnte wesentlich zur Aufklärung des ESCRT-Systems beitragen. Das endosomal sorting complexes required for transport spielt eine wichtige Rolle bei der Einstülpung der Zellmembran, z. B. um Schadstoffe abzutransportieren oder die Zellteilung vorzubereiten. Das ESCRT wird von HIV und anderen behüllten Viren „gekapert“, um die Wirtszelle zu zwingen, Virushüllen zu produzieren. Die Untersuchung der Prozesse der ESCRT-Maschinerie, der Interaktionen ihrer Elemente untereinander und mit Ubiquitin halfen, wichtige Schritte der Zellteilung zu verstehen. Sundquists Arbeiten zur Assemblierung des HI-Virus trugen zur Entwicklung einer neuen Klasse der HIV-Medikamente bei, der Kapsid-Inhibitoren.
Laut Datenbank Scopus hat Wesley Sundquist einen h-Index von 82 (Stand Juni 2025).

## Auszeichnungen (Auswahl)
- 1993 Searle Scholars Award
- 2003 Amgen Award der ASBMB[2]
- 2004 Bernard Fields Award for Retrovirology
- 2011 Mitglied der American Academy of Arts and Sciences[3][4]
- 2014 Mitglied der National Academy of Sciences[5]
- 2021 Fellow der ASBMB[6]
- 2024 Louisa-Gross-Horwitz-Preis[7]
- 2025 Warren Alpert Foundation Prize